# Katedra w Palermo
Katedra w Palermo (Cattedrale di Palermo) - kompleks architektoniczny w Palermo, na Sycylii, we Włoszech. Zbudowana na zlecenia arcybiskupa Palermo Gualtierro Offamilio w latach 1069–1190. Charakteryzuje się obecnością różnych stylów, ze względu na długą historię uzupełnień, zmian i prac renowacyjnych, z których ostatni miał miejsce w XVIII wieku. Katedra znajduje się przy ulicy Corso Vittorio Emanuele, na rogu Via Matteo Bonello.
W katedrze pochowany jest m.in. cesarz Fryderyk II Hohenstauf.
W lipcu 2015 została wpisana na listę Światowego Dziedzictwa UNESCO razem z innymi zabytkami architektury arabsko-normańskiej w Palermo oraz katedrami w Monreale i Cefalù.